# Franz Stapelfeldt
 Franz Carl Heinrich Stapelfeldt  (* 18. Januar 1877 in Stockelsdorf im Kreis Eutin; † 4. Juni 1954 in Bremen) war ein deutscher Werftdirektor.

## Biografie
Stapelfeldt war der Sohn eines Kaufmanns. Er lebte in sehr einfachen Verhältnissen. 1884 kam er nach Bremen und besuchte die Freischule an der Großenstraße. Er machte eine Lehre bei einem Agentur- und Kommissionsgeschäft. Danach arbeitete er als Reisender für chemische Betriebe und er reiste auch in das Ausland, in das Baltikum, die Schweiz, Italien und Frankreich. 1900 gründete er in Bremen das erste Automatenrestaurant an der Sögestraße.
Otwi-Werke, AG Weser und DeSchiMAG
1913 trat Stapelfeldt als Industriekaufmann in die Otwi-Werke in Delmenhorst als Gesellschafter ein. Der Betrieb verlagerte sein Werk nach Bremen an den Kohlehafen und produzierte im Ersten Weltkrieg Granaten. Er wurde 1915 geschäftsführender Direktor. 1920 fusionierte er die Otwi-Werke mit der Werft Aktien-Gesellschaft „Weser“, kurz AG Weser genannt. Er wurde am 1. April 1921 als Vorsitzender des Vorstandes Direktor der Werft. Er wirkte zusammen mit den Werften der Vulcan-Werke und der Germaniawerft in Kiel. Ab 1926 forcierte er die Verschmelzung der Joh. C. Tecklenborg-Werft aus Bremerhaven mit der AG Weser. Bei der Werftenkonzentration von 1927/28 ging die AG Weser mit sieben anderen Werften in der Deutsche Schiff- und Maschinenbau Aktiengesellschaft (DeSchiMAG) auf. Stapelfeldt wurde der mächtige Generaldirektor des Werftimperiums von AG Weser in Bremen, Vulcan in Hamburg und Stettin, Tecklenborg in Bremerhaven, Seebeck in Bremerhaven, Neptun Werft in Rostock, Nüscke in Stettin und der Frerichswerft in Einswarden. In der 1928 beginnenden Weltwirtschaftskrise wurden viele Schiffbauaufträge unter anderem vom Norddeutschen Lloyd storniert. Eine zentrale Rolle spielte dabei J. F. Schröder, Mitinhaber der Schröder-Bank. Stapelfeldt beteiligte die Friedrich Krupp AG bei den Sanierungsbemühungen seines Konzerns und Krupp sollte auch 1941 die DeSchiMAG übernehmen.
Entwicklungen beim Schiffsbau
Es war auch Stapelfeldts Verdienst, durch die Verbesserung der Schiffsformen, verbunden mit dem Erwerb der Lizenzen von dem Erfinder der Maierform, dem  österreichischen Schiffbauingenieur Fritz Maier (1844–1926), einen wichtigen, innovativen und erfolgreichen Weg im Schiffbau einzuleiten. Die Maierform sollte sich ab etwa 1928 von Bremen aus durch Lizenzverträge in alle Welt verbreiten. Es gelang ihm durch wirksame Rationalisierungsmaßnahmen sowie Auslandsaufträge und Schiffsbauten für die Kriegsmarine das Unternehmen ab 1932/33 wieder zu konsolidieren. 1933 wurden auch Flugzeugteile gebaut und deshalb 1934 die Weser Flugzeugbau GmbH Bremen gegründet und Stapelfeldt ihr Aufsichtsratsvorsitzender. In Lemwerder entstand eine weitere Werft und der Bau der U-Boot-Typen XXI brachte Gewinne.
Zeit des Nationalsozialismus
Stapelfeldt war ein liberal denkender Mensch, der offen aussprach, was er dachte. Er hatte enge Kontakte zu „seinen“ Arbeitern. Es bestanden in der Zeit des Nationalsozialismus Verbindungen zum Reichskommissar für Preisüberwachung Carl Friedrich Goerdeler und dadurch später zu den bürgerlichen Widerstandskreisen, die er finanziell unterstützte. 1936 wurde er jedoch Mitglied der NSDAP und 1940 Wehrwirtschaftsführer und Leiter der Industrieabteilung der Handelskammer Bremen. Er war Mitglied im Haus Seefahrt und 1938 Schaffer der Schaffermahlzeit.
Die Antifaschisten, die auf der AG-Weser arbeiteten, wurden teilweise von dem antinationalsozialistischen Stapelfeldt, der sich persönlich für die Freilassung von Emil Theil einsetzte, gedeckt. Am 3. Oktober 1944 wurde er von der Gestapo verhaftet. Eine Beteiligung zur Widerstandsbewegung konnte diese ihm nicht nachweisen, so dass er im März 1945 entlassen wurde. Bereits zuvor hatte er den Vorsitz des Vorstandes der DeSchiMAG am 31. Dezember 1944 niederlegen müssen.
Nach dem Krieg wurde der nun 68-jährige von der amerikanischen Militärregierung für ein Jahr inhaftiert. Als Rentner war er danach nicht mehr aktiv. Er hat in einem Buch Mein Verhältnis zur NSDAP, Bremen 1946, seine Vergangenheit in der NS-Zeit dargestellt. Die zügige Entnazifizierung von Stapelfeldt führte 1947 zu einem Eklat in der Spruchkammer und zum Rückzug von Hermann Prüser (KPD) aus diesem Gremium.

## Ehrungen
- Die Franz Stapelfeldt, ein Seenotrettungsboot (SRB) der Deutschen Gesellschaft zur Rettung Schiffbrüchiger (DGzRS), wurde nach ihm benannt.
- Die Stapelfeldtstraße in Bremen – Gröpelingen wurde  nach ihm benannt.